# Test Drive Unlimited 2
Test Drive Unlimited 2 (vaak afgekort tot TDU2) is een racegame uit de Test Drive-reeks en is de opvolger van Test Drive Unlimited, dat inmiddels door velen Test Drive Unlimited 1 of TDU1 wordt genoemd. Het spel is ontwikkeld door Eden-Games, die mede bekend zijn door de V-Rally serie en Need for Speed 5: Porsche 2000/Porsche Unleashed. In maart 2010 is Test Drive Unlimited 2 officieel aangekondigd, iets minder dan 3 jaar na de release van het vorige deel in zomer 2007.
Test Drive Unlimited 2 bevat net als de voorganger een uitgebreid multiplayer systeem dat bekendstaat als MOOR: Massively Open Online Racing. Dit principe houdt in dat vele spelers tegelijk op het eiland rondrijden en elkaar kunnen uitdagen om een wedstrijd te racen, of met elkaar meetings kunnen organiseren en kunnen rondrijden.

## Locatie en gameplay
Het spel speelt zich ditmaal niet op één maar twee eilanden af. Het eerste eiland dat bekend werd gemaakt was Ibiza. Net als het eiland uit Test Drive Unlimited 1 is Ibiza nauwkeurig nagemaakt met behulp van satellietdata. Het eiland heeft een grote variatie in landschappen, zoals bossen, woestenij en dorpen en steden, en er ligt ongeveer 1200 kilometer aan wegen op het eiland, waarvan 930km geasfalteerd is en de overige wegen off-road zijn. Het eiland zou wat betreft wegennetwerk ongeveer 90% nauwkeurig zijn, voor gebouwen en overige details zou dit op 30% liggen.
Een paar maanden na de officiële aankondiging werd bekend dat Test Drive Unlimited 2 een tweede locatie zou bevatten. Het gaat hier om een aanzienlijk verbeterd Oahu, dat tevens is uitgebreid met meer wegen (zowel geasfalteerd als off-road). Volgens de ontwikkelaar is er zoveel toegevoegd aan de locatie, en zijn er zoveel nieuwe races en uitdagingen, dat spelers van Test Drive Unlimited 1 zich net zo zullen vermaken als zij die dat spel niet hebben gespeeld.
Door voldoende vooruitgang te boeken in het spel kan de speler het vliegveld van Ibiza vrijspelen, waarmee naar Oahu kan worden gevlogen. Elk eiland zal racecircuits hebben: Ibiza heeft er één (die vanaf de kaart gezien veel lijkt op Circuit de Catalunya), en Oahu heeft 7 circuits.
Test Drive Unlimited 2 borduurt verder op het systeem van zijn voorganger wat betreft gameplay en het vrijspelen van nieuwtjes. Zo zullen spelers eerst wegen moeten ontdekken en berijden voordat ze via de mapmode hiernaar kunnen teleporteren. Autoshowrooms, kledingshops, clubs, tuningbedrijven en makelaars maken ook een terugkeer. De speler moet in de basis hetzelfde doen als in het vorige deel: races en uitdagingen winnen om duurdere auto's en bezittingen te verzamelen. Voor Test Drive Unlimited 2 is echter het aspect toegevoegd van het leven in de luxe-levensstijl. Huizen zijn groter en er kunnen uiteindelijk zelfs twee jachten worden aangeschaft met ruimte voor respectievelijk zes en acht auto's.
Er zal een interactiesysteem aanwezig zijn waarmee spelers met elkaar kunnen communiceren en ervaringen kunnen uitwisselen. Zo kunnen er tot maximaal 32 mensen tegelijk in shops en showrooms rondlopen. De lobby voorafgaand aan een multiplayerrace is vervangen met eenzelfde soort ontmoetingsplek: spelers kunnen elkaars auto's bekijken en erin plaatsnemen, en ook met elkaar communiceren via onder andere uitdrukkingen van de karakters. Deze karakters kunnen net als in het voorgaande deel uitgebreid worden aangepast, met als toevoeging het bezoeken van chirurgie-klinieken.
Het spel laat spelers voortgang boeken door punten te verdienen in 4 categorieën:
- Collection (het verzamelen en aanschaffen van auto's, huizen, meubelstukken, e.d.)
- Competition (het volbrengen van races, uitdagingen, enz.)
- Discovery (het ontdekken van wegen, extra's en autowrakken)
- Social (het maken van vrienden, meedoen met clubs, etc.)

Punten en rangen zijn nodig om bepaalde extra's vrij te maken. Hiertoe zullen onder andere de circuits en het vliegveld behoren. De game telt 60 rangen, of levels, die behaald kunnen worden. Vanaf level 10 wordt het vliegveld al vrijgespeeld.
Net als in het vorige deel zal de politie aanwezig zijn. In mei 2010 werd dit in een interview bevestigd. Er is niet veel bekend over hoe de politie te werk zal gaan, maar het is bevestigd dat de politie sterker aanwezig zal zijn dan enkel de achtervolgingen uit het vorige deel.

## Auto's en motoren
De hoofdrol in het spel zal zoals gebruikelijk zijn weggelegd voor de voertuigen die de spelers tot hun beschikking hebben. Net als in Test Drive Unlimited 1 zal er een groot aantal auto's aanwezig zijn, variërend van klassiekers en luxe-auto's tot SUV's en zeldzame dure superwagens. Nieuw in Test Drive Unlimited 2 is het principe van club-exclusieve auto's. Deze auto's kunnen alleen worden aangeschaft door clubs met voldoende reputatie en geld, en zijn op geen enkele andere wijze te verkrijgen. In eerste instantie kwamen hier veel negatieve reacties op, omdat spelers mogelijk via een reserveringssysteem de auto's moesten reserveren. In juni 2010 werd echter bevestigd dat Eden, naar aanleiding van de reacties, het systeem heeft aangepast. Spelers kunnen dankzij het nieuwe systeem tegelijk met de auto rijden, in tegenstelling tot dat er maar één persoon tegelijk mee kon rijden. De auto's blijven echter wel voorbehouden voor clubs.
Voor Test Drive Unlimited 2 heeft Eden een volledig nieuwe engine ontwikkeld voor het rijgedrag van de voertuigen. Het rijgedrag in het vorige spel werd gezien als vaag en onduidelijk, dat is met de nieuwe engine aangepast. Elke auto zal zijn eigen rijgedrag hebben, dit is in meerdere vooruitblikken getoond in een vergelijking tussen een Audi TT-RS Roadster (strak, snel weggedrag) en een Ford Mustang (meer driftneigingen). Auto's kunnen nu ook over de kop slaan en schade oplopen. De schade is echter alleen visueel, met krassen, deuken en loshangende onderdelen als deuren en bumpers. Mechanische schade is eruit gelaten omdat dit het speelplezier zou beperken. De moeilijkheidsniveaus worden niet meer geregeld in het hoofdmenu van het spel, zoals voorheen wel het geval was, met de bekende Hardcore-mode. Deze keer kunnen spelers de moeilijkheid regelen door hulpsystemen uit te schakelen.
Kort na de aankondiging van Test Drive Unlimited 2 werd uitgelegd dat motoren niet direct vanaf release zijn inbegrepen in het spel. De ontwikkelaar was te druk bezig aan het weggedrag van de auto's zodat men de motoren moest uitstellen, aangezien ook voor motoren een volledig nieuwe engine is ontwikkeld. De ontwikkelaar gaf aan de motoren zo snel mogelijk na release via een downloadpakket te willen vrijgeven. Deze motoren werden in de vorm van een tweede DLC-pakket vrijgegeven op 12 maart 2012.

## Lijst van voertuigen
Dit is de complete lijst van voertuigen die zich in Test Drive Unlimited 2 bevinden.

### Auto's
- AC 427.
- Alfa Romeo Brera Italia Independent
- Alfa Romeo MiTo Quadrifoglio Verde
- Alfa Romeo 8C Spider (convertible)
- Alfa Romeo 8C Competizione
- Ariel Atom 300 Supercharged
- Ascari A10
- Ascari KZ1 R Limited Edition
- Aston Martin DBS Carbon Black Edition
- Aston Martin V12 Vantage Carbon Black Edition
- Aston Martin DB9 Coupe
- Aston Martin DBS Coupe
- Aston Martin DB9 Volante (convertible)
- Aston Martin V8 Vantage
- Aston Martin V12 Vantage
- Aston Martin One-77
- Audi RS 5 Coupé
- Audi Q7 V12 TDI quattro – TDU2 Inuit Edition
- Audi Q7 V12 TDI quattro
- Audi R8 Coupé 5.2 FSI quattro
- Audi RS 6 Avant
- Audi S3
- Audi S5 Coupé
- Audi TTS Coupé
- Audi TT RS Roadster
- Audi R8 Spyder 5.2 FSI quattro (convertible)
- Bugatti Veyron 16.4 Grand Sport Sang Bleu
- Bugatti Veyron 16.4 Grand Sport (convertible)
- Bugatti Veyron 16.4
- Bugatti Veyron 16.4 Super Sport (convertible)
- Caterham CSR 260
- Catheram Superlight R500
- Chevrolet Camaro Synergy Special Edition
- Chevrolet Corvette ZR1
- Citroën 2CV
- Dodge Charger SRT8
- Dodge Viper SRT10
- Dodge Viper SRT10 ACR
- Ginetta F400
- Ferrari 250 GTO
- Ferrari 612 Sessanta
- Ferrari 599 GTB Fiorano China Edition
- Ferrari 308 GTS Quattrovalvole
- Ferrari 612 Scaglietti
- Ferrari California (convertible)
- Ferrari Dino 246 GTS
- Ferrari Enzo
- Ferrari 430 Scuderia
- Ferrari 599 GTB Fiorano
- Ferrari Scuderia Spider 16M (convertible)
- Ferrari 599 GTO
- Ferrari 599XX
- Ferrari FXX "Evoluzione"
- Ferrari F40
- Ferrari 458 Italia
- Ford Shelby GT500
- Ford Mustang Fastback
- Ford GT
- Ford Mustang GT
- Chevrolet Camaro SS
- Hummer H3
- Chevrolet Camaro LT
- Corvette C1
- Gumpert Apollo Sport
- Jaguar XKR Speed Pack and Black Pack
- Jaguar D-type
- Jaguar E-TYPE
- Jaguar XKR
- Koenigsegg CCXR Edition
- Lancia Delta Integrale Evoluzione
- Lancia Stratos Rallye
- Land Rover Range Rover Sport
- Lotus Esprit S3
- Lotus Evora
- McLaren MP4-12C
- Mercedes-Benz SLR McLaren Roadster 722s (convertible)
- Mercedes-Benz SLR McLaren Stirling Moss
- Mercedes 300 SL Gullwing
- Mercedes-Benz CLK 63 AMG Black Series
- Mercedes-Benz ML 63 AMG
- Mercedes-Benz SL 65 AMG Black Series
- Mercedes-Benz SLK 55 AMG (convertible)
- Mercedes-Benz SLS AMG
- Nissan 370Z Optional Parts
- Nissan 370Z
- Nissan GT-R
- Pagani Zonda Tricolore
- Pagani Zonda Cinque
- Pagani Zonda F
- Pagani Zonda Roadster F
- Pagani Zonda C12S Roadster
- RUF RGT
- RUF Rturbo
- RUF Rt 12
- RUF RK Spyder (convertible)
- Shelby Cobra Daytona Coupe
- Spyker C12 Zagato
- Spyker D8 Peking-to-Paris
- Spyker C8 Aileron
- Spyker C8 Aileron Spyder (convertible)
- Subaru Impreza WRX STI Sedan
- TVR Sagaris
- Volkswagen Golf(6) GTI
- Volkswagen Touareg V10 TDI
- Wiesmann Roadster MF3

- - Wegens op het laatste moment gewijzigde licentievoorwaarden tussen uitgever Atari en Ferrari, zit de Ferrari 458 Italia niet in het spel voor Xbox 360-gebruikers. Een vervangende auto wordt ter beschikking gesteld die niet aanwezig zal zijn in de PC- en PlayStation 3-versies van Test Drive Unlimited 2. De extra's zijn gratis voor wie een account heeft.

### Motoren
- Ducati Desmosedici RR
- Ducati Diavel Carbon
- Harley Davidson Fatboy Lo

## Uitbreidingen
Test Drive Unlimited 2 zal voor langere tijd worden voorzien van downloadbare uitbreidingen. De ontwikkelaar heeft aangegeven te gaan kijken naar reacties van spelers, en dit als basis gebruiken voor uitbreidingen, zo lang als dat hier vraag naar is. De enige uitbreiding die definitief is bevestigd zijn motoren, als mogelijkheden werden meer auto's, meer spelfuncties, nieuwe kleding en zelfs nieuwe locaties genoemd.

## Trivia
- Hoewel er in Test Drive Unlimited Lamborghini's zaten, zijn deze in deel 2 weggelaten. Dit heeft te maken met het feit dat Lamborghini $3 miljoen vroeg voor het gebruiken van hun auto's.
- Ook BMW en Porsche zijn niet aanwezig in het spel. Dat komt doordat Electronic Arts de licenties heeft op BMW en Porsche. Porsches zitten echter wel in het spel in de vorm van RUF, een tuner van Porsches.